# Niccolò Fabi
Niccolò Fabi est un chanteur et musicien italien né le 16 mai 1968 à Rome.
À 5 ans, il commence la musique classique et le piano. En 1981, il débute en batterie. C'est à l'âge de 14 ans, qu'il écrit ses premiers textes. En 1994, il devient diplômé de philosophie.
C'est au Festival de SANREMO de 1998 qu'il se fait remarquer avec la chanson " Lasciarsi un giorno a Roma" qui remportera par la suite un grand succès.

## Albums
- Il giardiniere (1997)
- Niccolò Fabi (1998)
- Sereno ad ovest (2000)
- La cura del tempo (2003)
- Novo mesto (2006)
- Solo un uomo (2009)
- Ecco (2012)
- Una somma di piccole cose (2016)